# Trương Trị Trung

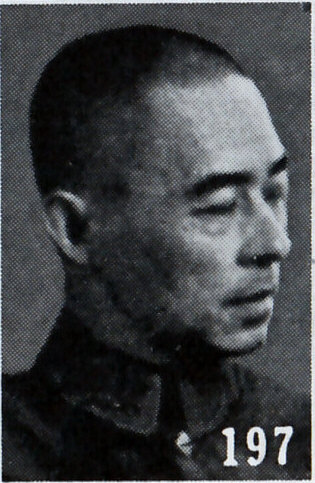
Trương Trị Trung

Trương Trị Trung (giản thể: 张治中; phồn thể: 張治中; bính âm: Zhāng Zhìzhōng, sinh ngày 27/10/1890—mất 10/4/1969), tự là Văn Bạch, là một vị thượng tướng của Quốc dân Đảng Trung Quốc và là một trong bốn người tâm phúc nhất của Tưởng Giới Thạch.

## Cuộc đời
Trương sinh tại Sào Hồ tỉnh An Huy. Năm 1916, ông tốt nghiệp Trường Sĩ quan Lục quân Bảo Định. Ra trường, Trương phục vụ cho một vài tay quân phiệt ở Vân Nam và Quảng Tây. Sau đó, ông được Tôn Dật Tiên thu nạp vào Quân đội Cách mạng Dân quốc và cử tới làm giảng viên ở trường quân sự Hoàng Phố. Ông từng tham gia Bắc phạt. Và khi chính phủ Trung Hoa Dân quốc mới được thành lập ở Nam Kinh, ông được cử làm chỉ huy Học viện Quân sự Trung ương. Trương theo Tưởng chống lại Diêm Tích Sơn và Phùng Ngọc Tường. Trong sự kiện Thượng Hải năm 1932, Trương là tư lệnh Quân đoàn số 5 của lực lượng Trung Quốc chống lại quân Nhật. Sau đó, ông làm tư lệnh Tập đoàn quân số 9 và chỉ huy quân Trung Quốc trong giai đoạn đầu của Trận Thượng Hải, cũng chống Nhật.
Mặc dù là một trong bốn người tâm phúc (tứ khuyển) của Tưởng, song có sử gia cho rằng Trương là gián điệp nằm vùng của Đảng Cộng sản Trung Quốc.
Trong Chiến tranh Trung-Nhật, Trương được bổ nhiệm làm chủ tịch chính phủ Hồ Nam. Ông đã ra lệnh đốt cháy thành phố Trường Sa để ngăn chân quân Nhật nhưng được thực hiện không đúng lúc nên hiệu quả chống Nhật thì thấp mà thành phố thì bị tàn phá nặng nề. Sau sự kiện này, Trương bị cách chức. Tuy nhiên, đến năm 1940, ông vẫn được gọi vào làm ủy viên hội đồng quân sự trung ương.
Năm 1949, khi Tưởng rút khỏi đại lục ra Đài Loan, Trương Trị Trung không đi theo Tưởng mà ở lại. Sau đó, ông được Đảng Cộng sản Trung Quốc kết nạp và là Phó Chủ tịch Hội đồng quân sự quốc gia của Cộng hòa Nhân dân Trung Hoa.
Ông mất ngày 6 tháng 4 năm 1969 tại Bắc Kinh.